# Bill Homeier
William Ernest Homeier, detto Bill (Rock Island, 31 agosto 1918 – Houston, 5 maggio 2001), è stato un pilota automobilistico statunitense.
Tra il 1950 e il 1960 la 500 Miglia faceva parte del Campionato mondiale di Formula 1, per questo motivo Homeier ha all'attivo anche 3 Gran Premi ed un quinto posto in F1.

## Risultati in Formula 1
| 1953 | Scuderia                | Vettura                      |  |    |  |  |  |  |  |  |  |  |  | Punti | Pos. |
| ---- | ----------------------- | ---------------------------- |  | -- |  |  |  |  |  |  |  |  |  | ----- | ---- |
| 1953 | Cal Connell Coast Grain | Kurtis Kraft 500B Lesovsky D |  | NQ |  |  |  |  |  |  |  |  |  | 0     |      |

| 1954 | Scuderia           | Vettura           |  |     |  |  |  |  |  |  |  |  |  | Punti | Pos. |
| ---- | ------------------ | ----------------- |  | --- |  |  |  |  |  |  |  |  |  | ----- | ---- |
| 1954 | Jones & Maley Cars | Kurtis Kraft 500C |  | Rit |  |  |  |  |  |  |  |  |  | 0     |      |

| 1955 | Scuderia         | Vettura           |  |  |   |  |  |  |  |  |  |  |  | Punti | Pos. |
| ---- | ---------------- | ----------------- |  |  | - |  |  |  |  |  |  |  |  | ----- | ---- |
| 1955 | Merz Engineering | Kurtis Kraft 500C |  |  | 5 |  |  |  |  |  |  |  |  | 1     | 22º  |

| 1958 | Scuderia                             | Vettura           |  |  |  |    |  |  |  |  |  |  |  | Punti | Pos. |
| ---- | ------------------------------------ | ----------------- |  |  |  | -- |  |  |  |  |  |  |  | ----- | ---- |
| 1958 | Kurtis Kraft/Smith Safety Auto Glass | Kurtis Kraft 500C |  |  |  | NQ |  |  |  |  |  |  |  | 0     |      |

| 1959 | Scuderia                                 | Vettura           |  |    |  |  |  |  |  |  |  |  |  | Punti | Pos. |
| ---- | ---------------------------------------- | ----------------- |  | -- |  |  |  |  |  |  |  |  |  | ----- | ---- |
| 1959 | Go Kart/C.O. Prather Rusco Battery Cable | Kurtis Kraft 500G |  | NQ |  |  |  |  |  |  |  |  |  | 0     |      |

| 1960 | Scuderia    | Vettura             |  |  |    |  |  |  |  |  |  |  |  | Punti | Pos. |
| ---- | ----------- | ------------------- |  |  | -- |  |  |  |  |  |  |  |  | ----- | ---- |
| 1960 | Norman Hall | Kuzma Indy Roadster |  |  | 13 |  |  |  |  |  |  |  |  | 0     |      |

| Legenda | 1º posto     | 2º posto | 3º posto    | A punti         | Senza punti/Non class.  | Grassetto – Pole position Corsivo – Giro più veloce |
| Legenda | Squalificato | Ritirato | Non partito | Non qualificato | Solo prove/Terzo pilota | Grassetto – Pole position Corsivo – Giro più veloce |